# João Félix
João Félix Sequeira (IPA: [ʒuˈɐ̃w ˈfɛliks]; Viseu, 10 novembre 1999) è un calciatore portoghese, attaccante dell'Al-Nassr e della nazionale portoghese, con cui ha vinto le  UEFA Nations League 2018-2019 e UEFA Nations League 2024-2025.

## Biografia
Nato a Viseu da padre brasiliano e madre portoghese, ha un fratello di nome Hugo che gioca nelle giovanili del Benfica.

## Caratteristiche tecniche
Trequartista, con il passare degli anni ha avanzato il proprio raggio d'azione, arrivando a giocare come prima o seconda punta. Rapido, agile e tecnico, possiede delle notevoli abilità di tiro, riesce a calciare la palla con affidabilità usando entrambi i piedi, è un buon rigorista e vanta un'efficace abilità nel dribbling. In gioventù paragonato ai connazionali Rui Costa e Ronaldo, ha ampiamente disatteso le aspettative iniziali, così divenendo oggetto di diversi prestiti nel corso degli anni.

## Carriera

### Club

#### Gli inizi, Benfica
Cresciuto tra i settori giovanili del Porto e del Padroense, nel 2015 viene acquistato dal Benfica. Il 17 settembre 2016, neppure diciassettenne, esordisce come professionista con la seconda squadra del club, risultandone il più giovane debuttante di sempre.
Nell'agosto 2018 viene aggregato alla prima squadra, trovando subito spazio sia nel campionato lusitano che in Europa League. L'11 aprile 2019 realizza una tripletta all'Eintracht Francoforte nell'andata dei quarti di finale della manifestazione europea; l'incontro termina 4-2 in favore del Benfica. Grazie a tale prestazione, l'attaccante diviene il più giovane a marcare tre gol in una sfida della competizione, battendo il record stabilito da Marko Pjaca nel 2014. Al termine della stagione colleziona 20 reti in 43 partite complessive.

#### Atlético Madrid

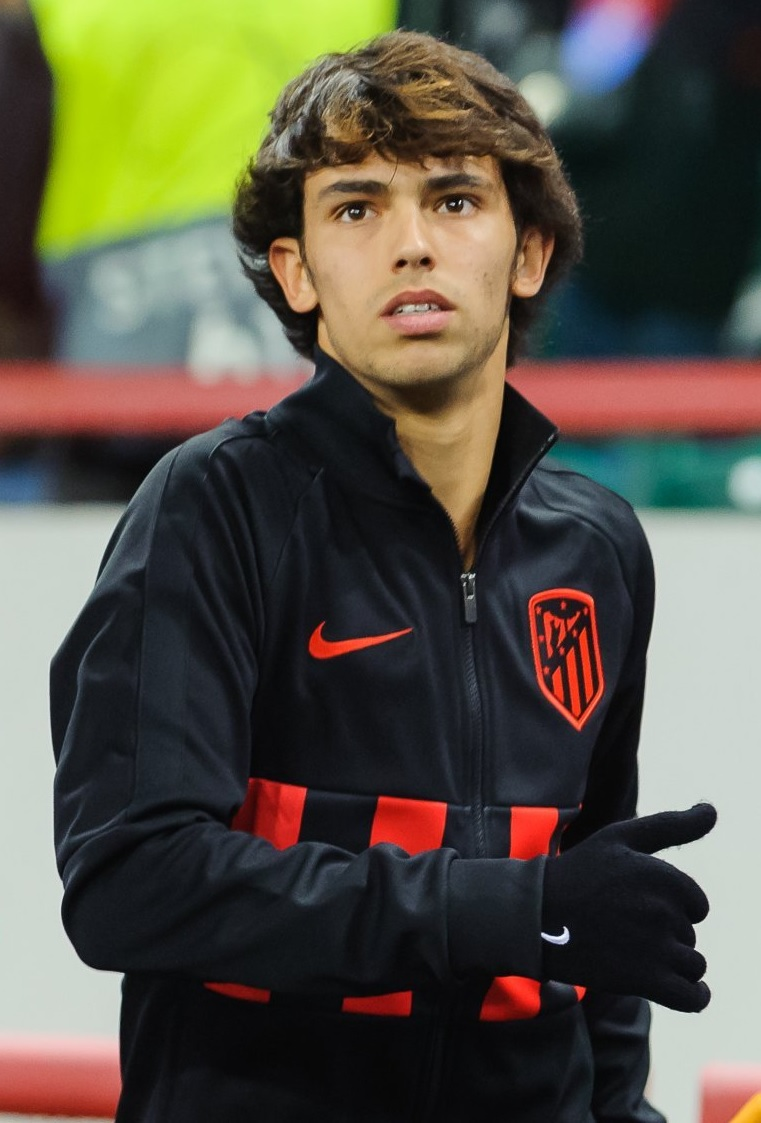
João Félix all' nel 2019

Il 3 luglio 2019 viene ufficializzato il suo passaggio all'Atlético Madrid, a fronte del pagamento della clausola rescissoria da 120 milioni di euro più altri 6 milioni per i costi finanziari relativi all'operazione; la somma versata dagli spagnoli ne fa l'acquisto più oneroso nella storia dell'Atlético Madrid nonché il quinto più costoso di sempre, oltre a renderlo il calciatore portoghese più caro di tutti i tempi davanti a Cristiano Ronaldo.
Esordisce il 18 agosto in occasione della partita di campionato contro il Getafe, vinta per 1-0. Il 1º settembre realizza il primo gol con i madrileni dando il via alla rimonta che porta alla vittoria per 3-2 sull'Eibar. Il 1º ottobre, con il gol alla Lokomotiv Mosca, diventa il giocatore più giovane dell'Atlético a segnare una rete in UEFA Champions League.
Il 19 febbraio 2022 ha giocato la sua partita numero 100 con la maglia dell'Atlético in occasione dell'incontro di campionato vinto per 3-0 sul campo dell'Osasuna, aprendo altresì le marcature.
Complice un rapporto non facile con l'allenatore Diego Simeone, con la maglia dei Colchoneros non riesce mai ad esprimere il suo vero potenziale.

#### Prestiti al Chelsea e Barcellona
L'11 gennaio 2023 viene ufficializzato il suo passaggio in prestito al Chelsea fino al termine della stagione e, contestualmente, viene annunciato il rinnovo del contratto con l'Atlético fino al 2027. Il giorno seguente debutta da titolare contro il Fulham, venendo però espulso al 60º minuto per un fallo su Kenny Tete. Torna in campo il 10 febbraio, in occasione del pareggio esterno con il West Ham Utd (1-1), partita in cui realizza la sua prima rete per gli inglesi. Il 30 giugno 2023, dopo aver segnato solo 4 reti in 20 apparizioni ufficiali, torna a Madrid per volontà del nuovo allenatore dei Blues Mauricio Pochettino.
Il 1º settembre 2023 passa in prestito secco al Barcellona, esordendo in maglia blaugrana due giorni dopo, nella vittoria 2-1 sull'Osasuna. Il 19 settembre esordisce in Champions League, contribuendo con una doppietta al successo 5-0 ai danni dell'Anversa. Il 16 settembre successivo trova il primo gol con il Barcellona, nel match vinto 5-0 contro il Betis al Camp Nou. Il portoghese termina la propria esperienza in Catalogna collezionando 44 presenze e mettendo a segno 10 reti.

#### Ritorno al Chelsea e prestito al Milan
Rientrato all'Atlético Madrid dopo il prestito al Barcellona, il 21 agosto 2024 viene ufficialmente ingaggiato a titolo definitivo dal Chelsea per 52 milioni di euro. Torna a vestire la maglia del Blues quattro giorni dopo, segnando una delle 6 reti refilate al Wolverhampton. Si ripete il 24 ottobre, segnando una doppietta ai danni dei greci del Panathīnaïkos in una gara valida per la fase a gironi di UEFA Conference League.
Il 4 febbraio 2025 si trasferisce in prestito al Milan fino al termine della stagione. Il giorno dopo esordisce con i rossoneri, nella sfida dei quarti di finale di Coppa Italia contro la Roma: subentrato nella ripresa a Christian Pulisić, firma subito il gol del 3-1 finale con il quale il Milan si qualifica alle semifinali. L'8 febbraio esordisce anche in serie A nella vittoriosa trasferta in casa dell'Empoli (2-0). Il 18 maggio segna la sua prima rete in serie A, firmando il momentaneo pareggio nella sconfitta per 3-1 in casa della Roma.

#### Al-Nassr
Il 29 luglio 2025 viene annunciato il suo passaggio all'Al-Nassr, per una cifra vicina ai 50 milioni di euro.

### Nazionale
Il 5 giugno 2019 debutta da titolare con la nazionale maggiore portoghese all'età di 19 anni, nella semifinale della UEFA Nations League 2018-2019 vinta per 3-1 contro la Svizzera. Il 5 settembre 2020 realizza la sua prima rete con la nazionale maggiore, nel successo per 4-1 in UEFA Nations League contro la Croazia.
Nel giugno 2021 viene convocato per il campionato d'Europa 2020, in cui scende in campo solo nella sfida persa 1-0 agli ottavi contro il Belgio, che sancisce l'eliminazione dei lusitani dalla competizione.
Nel 2022 viene convocato per il campionato del mondo in Qatar, dove trova maggiore spazio e va in gol nella vittoria per 3-2 contro il Ghana ottenuta nella fase a gironi, ma i portoghesi vengono eliminati ai quarti di finale dal Marocco (1-0).
Convocato per Euro 2024, i lusitani vengono eliminati ai quarti ai rigori dalla Francia con Félix che ha sbagliato il proprio tiro dal dischetto.

## Statistiche

### Presenze e reti nei club
Statistiche aggiornate al 14 maggio 2025.
| Stagione               | Squadra                | Campionato             | Campionato | Campionato | Coppe nazionali | Coppe nazionali | Coppe nazionali | Coppe continentali | Coppe continentali | Coppe continentali | Altre coppe | Altre coppe | Altre coppe | Totale | Totale | Totale |
| Stagione               | Squadra                | Comp                   | Pres       | Reti       | Comp            | Pres            | Reti            | Comp               | Pres               | Reti               | Comp        | Pres        | Reti        | Pres   | Reti   |        |
| ---------------------- | ---------------------- | ---------------------- | ---------- | ---------- | --------------- | --------------- | --------------- | ------------------ | ------------------ | ------------------ | ----------- | ----------- | ----------- | ------ | ------ | ------ |
| 2018-2019              | Benfica                | PL                     | 26         | 15         | CP+CdL          | 6+2             | 1+1             | UCL+UEL            | 3+6                | 0+3                | -           | -           | -           | 43     | 20     |        |
| 2019-2020              | Atlético Madrid        | PD                     | 27         | 6          | CR              | 1               | 0               | UCL                | 6                  | 3                  | SS          | 2           | 0           | 36     | 9      |        |
| 2020-2021              | Atlético Madrid        | PD                     | 31         | 7          | CR              | 1               | 0               | UCL                | 8                  | 3                  | -           | -           | -           | 40     | 10     |        |
| 2021-2022              | Atlético Madrid        | PD                     | 24         | 8          | CR              | 2               | 1               | UCL                | 8                  | 1                  | SS          | 1           | 0           | 35     | 10     |        |
| 2022-gen. 2023         | Atlético Madrid        | PD                     | 14         | 4          | CR              | 1               | 1               | UCL                | 5                  | 0                  | -           | -           | -           | 20     | 5      |        |
| Totale Atlético Madrid | Totale Atlético Madrid | Totale Atlético Madrid | 96         | 25         |                 | 5               | 2               |                    | 27                 | 7                  |             | 3           | 0           | 131    | 34     |        |
| gen.-giu. 2023         | Chelsea                | PL                     | 16         | 4          | FACup+CdL       | 0               | 0               | UCL                | 4                  | 0                  | -           | -           | -           | 20     | 4      |        |
| 2023-2024              | Barcellona             | PD                     | 30         | 7          | CR              | 3               | 0               | UCL                | 9                  | 3                  | SS          | 2           | 0           | 44     | 10     |        |
| 2024-feb. 2025         | Chelsea                | PL                     | 12         | 1          | FACup+CdL       | 1+2             | 2+0             | UECL               | 5                  | 4                  | Cmc         | 0           | 0           | 20     | 7      |        |
| Totale Chelsea         | Totale Chelsea         | Totale Chelsea         | 28         | 5          |                 | 3               | 2               |                    | 9                  | 4                  |             | 0           | 0           | 40     | 11     |        |
| feb.-giu. 2025         | Milan                  | A                      | 15         | 2          | CI              | 4               | 1               | UCL                | 2                  | 0                  | -           | -           | -           | 21     | 3      |        |
| 2025-2026              | Al-Nassr               | SPL                    | -          | -          | KC              | -               | -               | ACT                | -                  | -                  | SS          | -           | -           | -      | -      |        |
| Totale carriera        | Totale carriera        | Totale carriera        | 195        | 54         |                 | 23              | 7               |                    | 56                 | 17                 |             | 5           | 0           | 279    | 78     |        |

### Cronologia presenze e reti in nazionale
| Cronologia completa delle presenze e delle reti in nazionale ― Portogallo | Cronologia completa delle presenze e delle reti in nazionale ― Portogallo | Cronologia completa delle presenze e delle reti in nazionale ― Portogallo | Cronologia completa delle presenze e delle reti in nazionale ― Portogallo | Cronologia completa delle presenze e delle reti in nazionale ― Portogallo | Cronologia completa delle presenze e delle reti in nazionale ― Portogallo | Cronologia completa delle presenze e delle reti in nazionale ― Portogallo | Cronologia completa delle presenze e delle reti in nazionale ― Portogallo |
| Data                                                                      | Città                                                                     | In casa                                                                   | Risultato                                                                 | Ospiti                                                                    | Competizione                                                              | Reti                                                                      | Note                                                                      |
| ------------------------------------------------------------------------- | ------------------------------------------------------------------------- | ------------------------------------------------------------------------- | ------------------------------------------------------------------------- | ------------------------------------------------------------------------- | ------------------------------------------------------------------------- | ------------------------------------------------------------------------- | ------------------------------------------------------------------------- |
| 5-6-2019                                                                  | Porto                                                                     | Portogallo                                                                | 3 – 1                                                                     | Svizzera                                                                  | UEFA Nations League 2018-2019 - Semifinale                                | -                                                                         | 70’                                                                       |
| 7-9-2019                                                                  | Belgrado                                                                  | Serbia                                                                    | 2 – 4                                                                     | Portogallo                                                                | Qual. Euro 2020                                                           | -                                                                         | 70’                                                                       |
| 10-9-2019                                                                 | Vilnius                                                                   | Lituania                                                                  | 1 – 5                                                                     | Portogallo                                                                | Qual. Euro 2020                                                           | -                                                                         |                                                                           |
| 11-10-2019                                                                | Lisbona                                                                   | Portogallo                                                                | 3 – 0                                                                     | Lussemburgo                                                               | Qual. Euro 2020                                                           | -                                                                         | 88’                                                                       |
| 14-10-2019                                                                | Kiev                                                                      | Ucraina                                                                   | 2 – 1                                                                     | Portogallo                                                                | Qual. Euro 2020                                                           | -                                                                         | 46’                                                                       |
| 5-9-2020                                                                  | Porto                                                                     | Portogallo                                                                | 4 – 1                                                                     | Croazia                                                                   | UEFA Nations League 2020-2021 - 1º turno                                  | 1                                                                         | 88’                                                                       |
| 8-9-2020                                                                  | Stoccolma                                                                 | Svezia                                                                    | 0 – 2                                                                     | Portogallo                                                                | UEFA Nations League 2020-2021 - 1º turno                                  | -                                                                         | 86’                                                                       |
| 7-10-2020                                                                 | Lisbona                                                                   | Portogallo                                                                | 0 – 0                                                                     | Spagna                                                                    | Amichevole                                                                | -                                                                         | 72’                                                                       |
| 11-10-2020                                                                | Saint-Denis                                                               | Francia                                                                   | 0 – 0                                                                     | Portogallo                                                                | UEFA Nations League 2020-2021 - 1º turno                                  | -                                                                         | 89’                                                                       |
| 14-10-2020                                                                | Lisbona                                                                   | Portogallo                                                                | 3 – 0                                                                     | Svezia                                                                    | UEFA Nations League 2020-2021 - 1º turno                                  | -                                                                         | 75’                                                                       |
| 11-11-2020                                                                | Lisbona                                                                   | Portogallo                                                                | 7 – 0                                                                     | Andorra                                                                   | Amichevole                                                                | 1                                                                         | 63’                                                                       |
| 14-11-2020                                                                | Lisbona                                                                   | Portogallo                                                                | 0 – 1                                                                     | Francia                                                                   | UEFA Nations League 2020-2021 - 1º turno                                  | -                                                                         | 84’                                                                       |
| 17-11-2020                                                                | Spalato                                                                   | Croazia                                                                   | 2 – 3                                                                     | Portogallo                                                                | UEFA Nations League 2020-2021 - 1º turno                                  | 1                                                                         | 71’                                                                       |
| 24-3-2021                                                                 | Torino                                                                    | Portogallo                                                                | 1 – 0                                                                     | Azerbaigian                                                               | Qual. Mondiali 2022                                                       | -                                                                         | 75’                                                                       |
| 27-3-2021                                                                 | Belgrado                                                                  | Serbia                                                                    | 2 – 2                                                                     | Portogallo                                                                | Qual. Mondiali 2022                                                       | -                                                                         | 85’                                                                       |
| 30-3-2021                                                                 | Lussemburgo                                                               | Lussemburgo                                                               | 1 – 3                                                                     | Portogallo                                                                | Qual. Mondiali 2022                                                       | -                                                                         | 41’                                                                       |
| 4-6-2021                                                                  | Madrid                                                                    | Spagna                                                                    | 0 – 0                                                                     | Portogallo                                                                | Amichevole                                                                | -                                                                         | 46’                                                                       |
| 27-6-2021                                                                 | Siviglia                                                                  | Belgio                                                                    | 1 – 0                                                                     | Portogallo                                                                | Euro 2020 - Ottavi di finale                                              | -                                                                         | 56’                                                                       |
| 11-11-2021                                                                | Dublino                                                                   | Irlanda                                                                   | 0 – 0                                                                     | Portogallo                                                                | Qual. Mondiali 2022                                                       | -                                                                         | 75’                                                                       |
| 14-11-2021                                                                | Lisbona                                                                   | Portogallo                                                                | 1 – 2                                                                     | Serbia                                                                    | Qual. Mondiali 2022                                                       | -                                                                         | 83’                                                                       |
| 24-3-2022                                                                 | Porto                                                                     | Portogallo                                                                | 3 – 1                                                                     | Turchia                                                                   | Qual. Mondiali 2022                                                       | -                                                                         | 71’                                                                       |
| 29-3-2022                                                                 | Porto                                                                     | Portogallo                                                                | 2 – 0                                                                     | Macedonia del Nord                                                        | Qual. Mondiali 2022                                                       | -                                                                         | 87’                                                                       |
| 27-9-2022                                                                 | Braga                                                                     | Portogallo                                                                | 0 – 1                                                                     | Spagna                                                                    | UEFA Nations League 2022-2023 - 1º turno                                  | -                                                                         | 89’                                                                       |
| 17-11-2022                                                                | Lisbona                                                                   | Portogallo                                                                | 4 – 0                                                                     | Nigeria                                                                   | Amichevole                                                                | -                                                                         |                                                                           |
| 24-11-2022                                                                | Doha                                                                      | Portogallo                                                                | 3 – 2                                                                     | Ghana                                                                     | Mondiali 2022 - 1º turno                                                  | 1                                                                         | 88’                                                                       |
| 28-11-2022                                                                | Lusail                                                                    | Portogallo                                                                | 2 – 0                                                                     | Uruguay                                                                   | Mondiali 2022 - 1º turno                                                  | -                                                                         | 77’ 82’                                                                   |
| 6-12-2022                                                                 | Lusail                                                                    | Portogallo                                                                | 6 – 1                                                                     | Svizzera                                                                  | Mondiali 2022 - Ottavi di finale                                          | -                                                                         | 73’                                                                       |
| 10-12-2022                                                                | Doha                                                                      | Marocco                                                                   | 1 – 0                                                                     | Portogallo                                                                | Mondiali 2022 - Quarti di finale                                          | -                                                                         |                                                                           |
| 23-3-2023                                                                 | Lisbona                                                                   | Portogallo                                                                | 4 – 0                                                                     | Liechtenstein                                                             | Qual. Euro 2024                                                           | -                                                                         | 67’                                                                       |
| 26-3-2023                                                                 | Lussemburgo                                                               | Lussemburgo                                                               | 0 – 6                                                                     | Portogallo                                                                | Qual. Euro 2024                                                           | 1                                                                         | 75’                                                                       |
| 17-6-2023                                                                 | Lisbona                                                                   | Portogallo                                                                | 3 – 0                                                                     | Bosnia ed Erzegovina                                                      | Qual. Euro 2024                                                           | -                                                                         | 63’                                                                       |
| 11-9-2023                                                                 | Faro                                                                      | Portogallo                                                                | 9 – 0                                                                     | Lussemburgo                                                               | Qual. Euro 2024                                                           | 1                                                                         | 60’                                                                       |
| 13-10-2023                                                                | Porto                                                                     | Portogallo                                                                | 3 – 2                                                                     | Slovacchia                                                                | Qual. Euro 2024                                                           | -                                                                         | 65’                                                                       |
| 16-10-2023                                                                | Zenica                                                                    | Bosnia ed Erzegovina                                                      | 0 – 5                                                                     | Portogallo                                                                | Qual. Euro 2024                                                           | 1                                                                         | 79’                                                                       |
| 16-11-2023                                                                | Vaduz                                                                     | Liechtenstein                                                             | 0 – 2                                                                     | Portogallo                                                                | Qual. Euro 2024                                                           | -                                                                         | 87’                                                                       |
| 19-11-2023                                                                | Lisbona                                                                   | Portogallo                                                                | 2 – 0                                                                     | Islanda                                                                   | Qual. Euro 2024                                                           | -                                                                         | 84’ 87’                                                                   |
| 26-3-2024                                                                 | Lubiana                                                                   | Slovenia                                                                  | 2 – 0                                                                     | Portogallo                                                                | Amichevole                                                                | -                                                                         |                                                                           |
| 8-6-2024                                                                  | Oeiras                                                                    | Portogallo                                                                | 1 – 2                                                                     | Croazia                                                                   | Amichevole                                                                | -                                                                         | 46’                                                                       |
| 11-6-2024                                                                 | Aveiro                                                                    | Portogallo                                                                | 3 – 0                                                                     | Irlanda                                                                   | Amichevole                                                                | 1                                                                         | 46’                                                                       |
| 26-6-2024                                                                 | Gelsenkirchen                                                             | Georgia                                                                   | 2 – 0                                                                     | Portogallo                                                                | Euro 2024 - 1º turno                                                      | -                                                                         |                                                                           |
| 5-7-2024                                                                  | Amburgo                                                                   | Portogallo                                                                | 0 – 0 dts (3 – 5 dtr)                                                     | Francia                                                                   | Euro 2024 - Quarti di finale                                              | -                                                                         | 106’                                                                      |
| 8-9-2024                                                                  | Lisbona                                                                   | Portogallo                                                                | 2 – 1                                                                     | Scozia                                                                    | UEFA Nations League 2024-2025 - 1º turno                                  | -                                                                         | 68’                                                                       |
| 15-10-2024                                                                | Glasgow                                                                   | Scozia                                                                    | 0 – 0                                                                     | Portogallo                                                                | UEFA Nations League 2024-2025 - 1º turno                                  | -                                                                         | 88’                                                                       |
| 15-11-2024                                                                | Porto                                                                     | Portogallo                                                                | 5 – 1                                                                     | Polonia                                                                   | UEFA Nations League 2024-2025 - 1º turno                                  | -                                                                         | 84’                                                                       |
| 18-11-2024                                                                | Spalato                                                                   | Croazia                                                                   | 1 – 1                                                                     | Portogallo                                                                | UEFA Nations League 2024-2025 - 1º turno                                  | 1                                                                         |                                                                           |
| Totale                                                                    |                                                                           | Presenze                                                                  | 45                                                                        |                                                                           | Reti                                                                      | 9                                                                         |                                                                           |

## Palmarès

### Club
- Campionato portoghese: 1

Benfica: 2018-2019

- Campionato spagnolo: 1

Atlético Madrid: 2020-2021

### Nazionale
- UEFA Nations League: 2

2018-2019, 2024-2025

### Individuale
- European Golden Boy: 1

2019
- Globe Soccer Awards: 1

2019